# Real Mink
Real Mink is een muziekalbum van Blue Mink, speciaal gemaakt voor de Amerikaanse markt. Waarschijnlijk stamt het album uit 1971, een aanwijzing op het album ontbreekt. Alle titels zijn opgenomen in de Morgan Studios in Londen en geproduceerd door Blue Mink zelf in samenwerking met Roger Quested.
Bezetting:
- Madeline Bell - zang;
- Roger Cook - zang;
- Alan Parker - gitaar;
- Herbie Flowers - basgitaar;
- Roger Coulam - toetsen;
- Barry Morgan - drums.

## Titels
1. Good morning freedom
2. Bang, bang Johnny's gang's after me;
3. You walked away;
4. Silk what?(*);
5. Mind your business;
6. Can you feel it baby;
7. Gimme reggae;
8. I lose the game;
9. Sweet and sour (*);
10. Our world.

De met een (*) gemerkte titels komen alleen voor op dit album en op verzamelaar Good morning freedom.
De lp is nog niet overgezet naar cd. Alle studioalbums zijn alleen in Japan op cd verkrijgbaar.